# 普萊泰申 (肯塔基州)
普萊泰申（英語：Plantation）是一個位於美國肯塔基州傑佛遜縣的城市。

## 地方資料
根據2020年美國人口普查的數據，普萊泰申的面積為0.52平方千米，當中陸地面積為0.52平方千米，而水域面積為0.00平方千米。當地共有人口826人，而人口密度為每平方千米1,588.46人。